# Wilhelm Bahnson

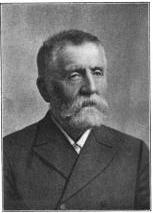
Wilhelm Bahnson

Wilhelm Bahnson, vollständig Franz Wilhelm Viborg Bahnson (* 22. April 1826 in Sonderburg; † 15. Dezember 1919 in Hamburg) war ein deutscher Offizier in der schleswig-holsteinischen Erhebung, Pädagoge und Freimaurer.

## Leben
Wilhelm Bahnson war ein Sohn des Zollkontrolleurs Carl Viborg Bahnson (1784–1836) und dessen Frau Jensine Cathrine, geb. Schiøth (1790–1855). Nach dem Tod seines Vaters wuchs er bei seinem Onkel, dem Pastor Erasmus Carsten Bahnson in Oldesloe auf. Ab 1842 besuchte er das Katharineum zu Lübeck. Sein eben begonnenes Studium der Evangelischen Theologie an der Universität Kiel wurde durch die Schleswig-Holsteinische Erhebung unterbrochen. Nach einer Kundgebung auf dem Kieler Rathausmarkt mit einer Rede Wilhelm Beselers am 25. März 1848 meldete sich Bahnson freiwillig zum Kriegsdienst. In der Schlacht von Bau am 4. April 1848 geriet er in dänische Gefangenschaft und wurde auf dem Schiff Dronning Marie interniert. Nach dem Vertrag von Malmö kam er im September frei. Unmittelbar danach trat er in das 4. Jäger-Corps der Schleswig-Holsteinischen Armee ein. Seit Februar 1850 Leutnant, wurde er in der Schlacht bei Idstedt schwer verwundet. Bei seinem 90. Geburtstag 1916 galt er als  der letzte schleswig-holsteinische Offizier von 1848.
Bahnson kehrte an die Universität zurück und studierte nunmehr Mathematik bis zur Promotion 1853. Von Ostern 1854 bis Ostern 1855 war er aushilfsweise an der Realschule des Johanneums in Hamburg tätig. Danach wurde er Lehrer an der Glückstädter Schule und im August 1856 Lehrer an der Meldorfer Gelehrtenschule. 1858 ging Bahnson dauerhaft als Lehrer der Mathematik an die Realschule des Johanneums in Hamburg. Daneben unterrichtete er Mathematik an der Hamburger Lehrerbildungsanstalt. 1884 erhielt er den Titel Professor. 1895 trat er in den Ruhestand.
1863 gehörte er zu den Mitgründern des Schleswig-Holsteinischen Vereins in Hamburg, der als Teil der Augustenburgischen Bewegung die Ansprüche des Herzogs Friedrich VIII. von Schleswig-Holstein unterstützte. Für ein anti-dänisches politisches Flugblatt erhielt er eine Verwarnung durch den Protoscholarchen, Senatssekretär Johannes Hermann Sieveking.

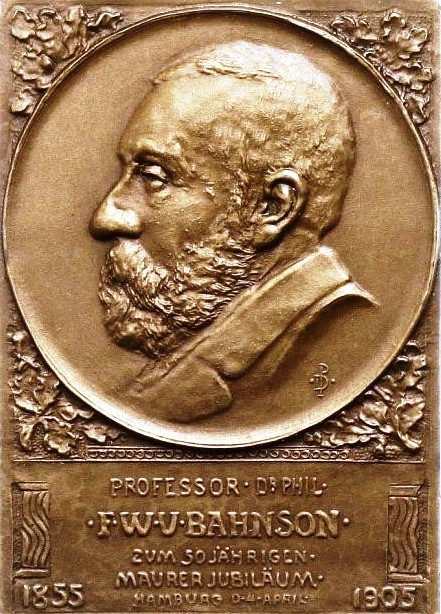
Plakette von Paul Düyffcke zum 50. Freimaurer-Jubiläum Bahnsons 1905

Bahnson war seit 1855 Mitglied und ab 1883 langjähriger Meister vom Stuhl der Hamburger Loge Zur Brudertreue an der Elbe sowie Ehrenmitglied mehrerer Logen. Für seine Loge, die nach dem Eklektischen System arbeitete, verfasste er verschiedene Schriften. Sein historisches Interesse fand seinen Niederschlag in einer Familiengeschichte (1882) und seinen dreibändigen Stamm- und Regententafeln zur politischen Geschichte (1912).
1858 heiratete er in Rellingen die aus einer jüdischen Familie stammende und kurz zuvor getaufte Rosalie Philipp (1839–1884), eine Tochter des Glückstädter Kaufmanns Jakob Philipp und seiner Frau Bertha, geb. Salomon, und Schwester von Ferdinand Philipp. Das Paar hatte acht Kinder, darunter die Frauenrechtlerin und Abgeordnete der Hamburgischen Bürgerschaft Bertha (1859–1937), verheiratet mit Gustav Wendt, und den Oberbaurat Karl Erasmus Bahnson (1862–1944), verheiratet mit Minna Bahnson.
Die Familiengrabstätte Bahnson/Wendt befand sich auf dem Hauptfriedhof Ohlsdorf, Planquadrat W 8, östlich Bestattungsforum. Nach Aufgabe der Grabstelle und Restaurierung wurde die Grabplatte der Familie im Oktober 2020 in den Garten der Frauen verlegt.

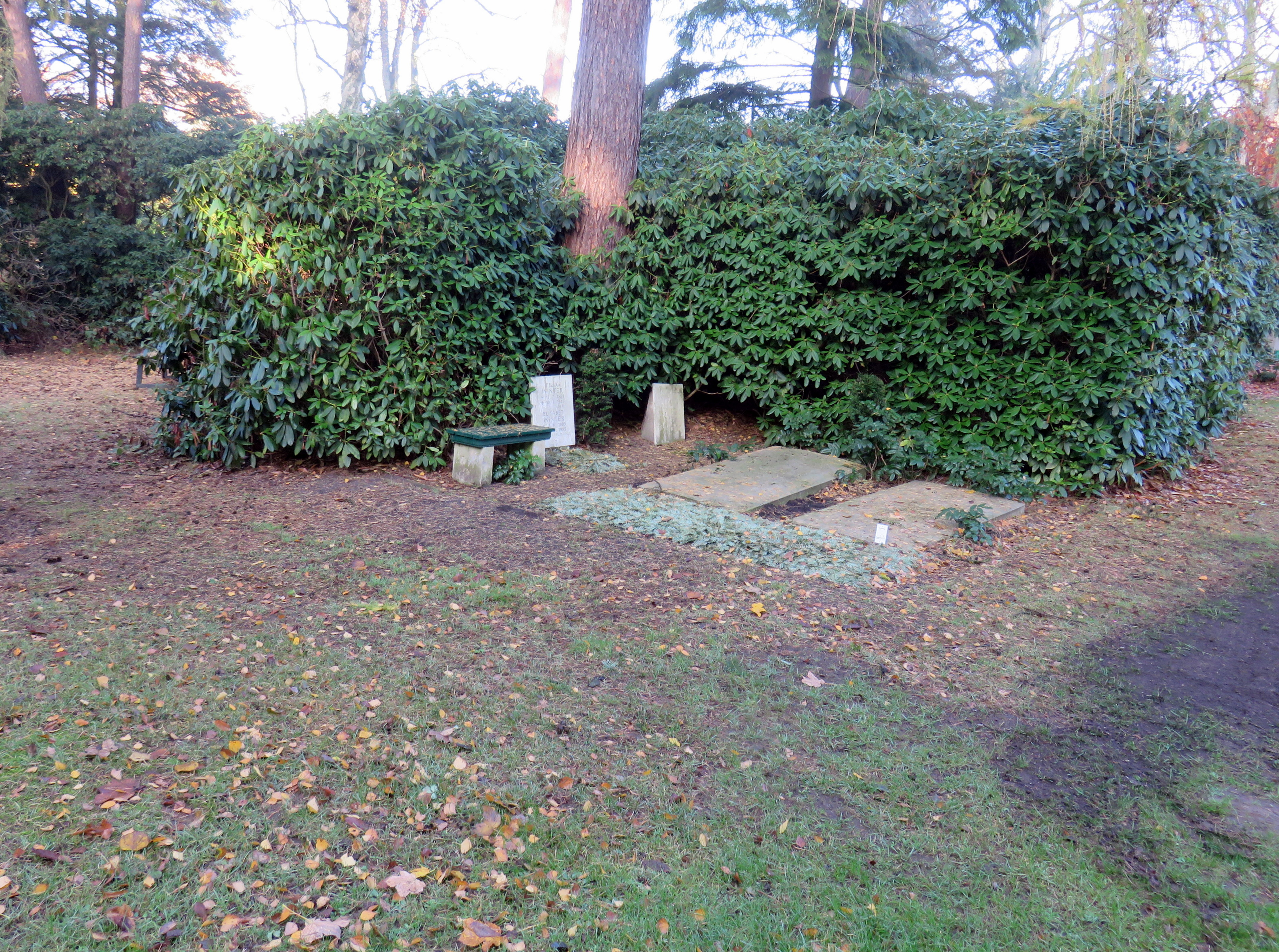
Ehemalige Grabstelle (2018)
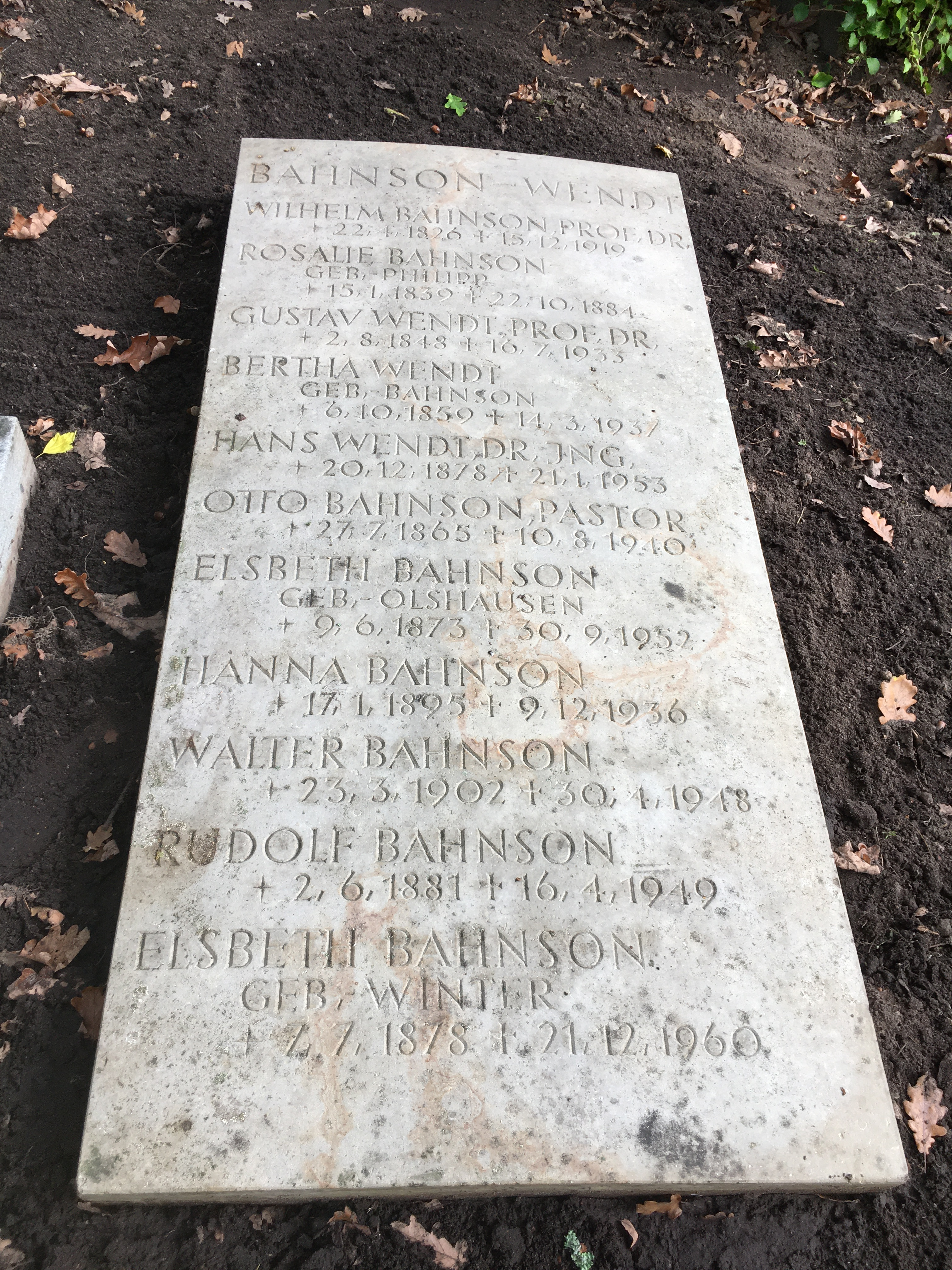
Grabplatte im Garten der Frauen (2020)

## Werke
- Spiegelung in Glasprismen. Schulprogramm, Realschule des Johanneums Hamburg 1862
- mit Konrad Friedländer: Beiträge zur Geschichte der Realschule des Johanneums in Hamburg. Hamburg 1876 Digitalisat
- Instruktions-Vorträge über den Eklektischen Katechismus. Hamburg: Berendsohn 1880

Teil 1: Lehrlingskatechismus  Digitalisat
- Familie Bahnson. Hamburg 1882
- Stamm- und Regententafeln zur politischen Geschichte. Band I—III. Berlin 1912